# Río Casamanza

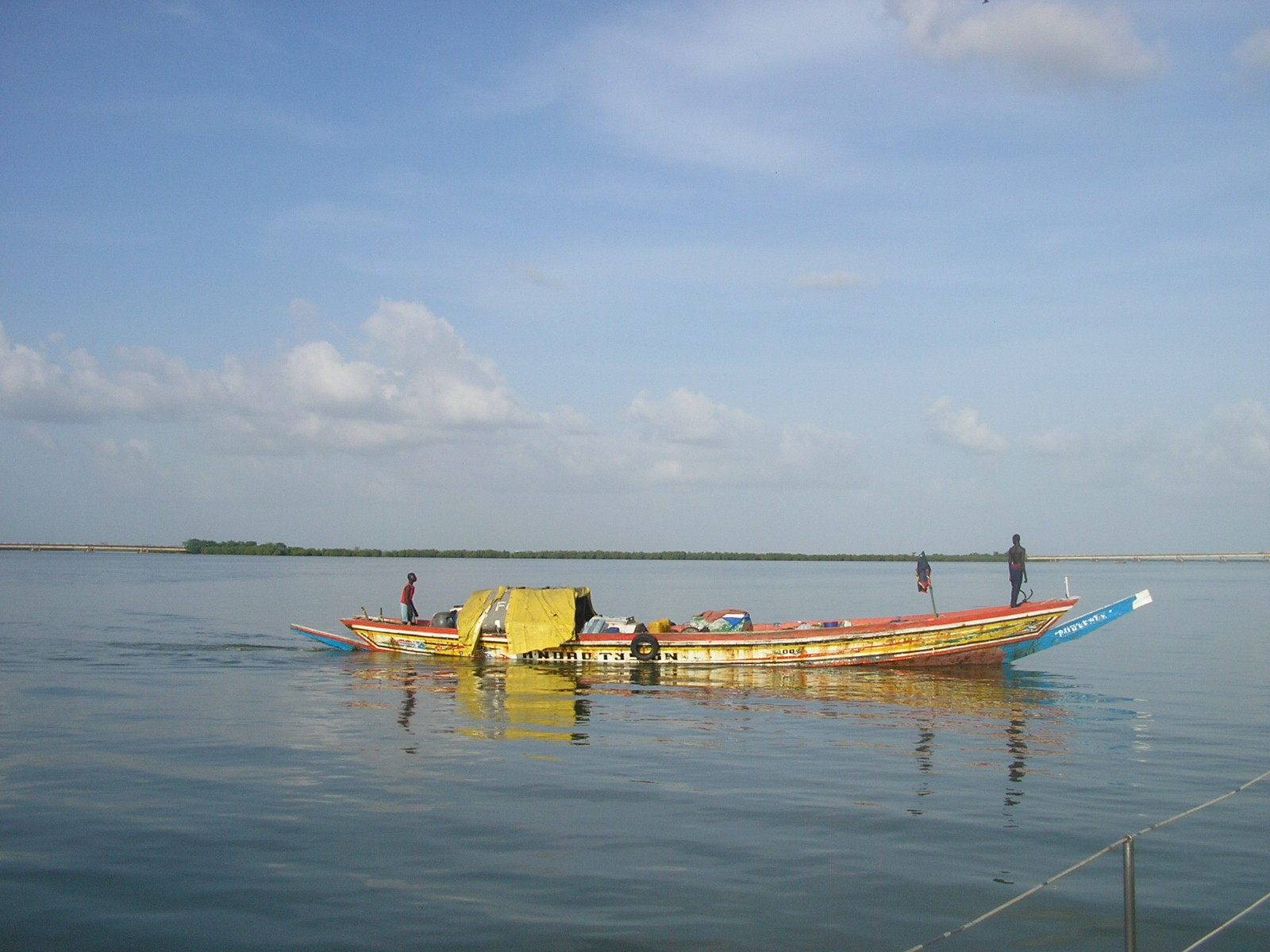
Piragua en el río

El río Casamanza es una corriente fluvial de África Occidental que nace al sur de Senegal, en el  departamento de Kolda (antigua región de Casamanza). Recorre cerca de 300 kilómetros hasta desembocar en el Océano Atlántico. Su puerto más importante es el de Ziguinchor. Cuenta con islas y pequeños archipiélagos, siendo Carabán la de mayores dimensiones con 57 km². El lecho fluvial del Casamanza se encuentra en su desembocadura por debajo del nivel del mar, lo que facilita el ingreso diario de las mareas que avanzan con su agua salada entre 120 y 200 km dentro del continente.  

## Trazado
Nace en las coordenadas 13°00'07.6"N 14°35'08.7"W, 40 km al noroeste de Kolda. Fluye hacia el oeste donde recibe pequeños afluentes entre llanuras aluviales amplias y planas con una vegetación exuberante. Atraviesa territorios de las regiones de Sédhiou (departamentos de Goudoump y Sédhiou) y Ziguinchor (departamentos de Bignona, Oussouye y Ziguinchor), hasta desembocar en el Océano Atlántico. En su tramo final presenta algunas islas aluviales, entre las que hay que mencionar las de El Diablo, Hitou y Carabán. La acción de las mareas crea canales o brazos de mar llamados bolong.
El tramo de menor caudal se encuentra entre Kolda y río arriba, Fafakourou. Es un recorrido próximo a los 40 kilómetros donde el Casamanza se hace poco navegable, incluso para pequeñas embarcaciones. La zona más propicia para la navegación comienza en Sédhiou y de allí a la desembocadura.

## Estuario
Debido a una sequía prolongada en el Sahel, el río Casamanza se ha transformado en un estuario hipersalino, con salinidades de hasta el 170%, a una distancia de 210 km del mar. El estuario tiente 230 km de longitud y más de 5 km de ancho en el curso inferior.
La concentración salina amenaza los recursos de la región, como la pesca o el cultivo de arroz.  Son causas de ello el estancamiento de aguas salinas en partes de su curso, a veces durante años, así como el ciclo salino y diversas variables biológicas.

## Puerto de Ziguinchor
El puerto de Ziguinchor es el más importante sobre el río Casamanza. Fue conocido por marineros europeos en el siglo XV. En 1457 lo visitó y dejó anotaciones en sus crónicas el navegante veneciano Alvise Ca 'da Mosto enviado del príncipe portugués Enrique el Navegante.  En 1886 los portugueses cedieron el puerto y su ciudad a los franceses. En el siglo XX se construyó una planta de procesamiento de aceite de maní.